# Tractat de Baiona (1856)
|  | Per a altres significats, vegeu «Tractat de Baiona». |

El Tractat de Baiona fou signat el 2 de desembre del 1856 entre França i Espanya, que negociaren una sèrie d'acords per tal de clarificar les disposicions a vegades imprecises del Tractat dels Pirineus de 1659, que havia establert la frontera entre ambdós estats i també per a resoldre plets entre poblacions frontereres.